# Francofolies de Spa

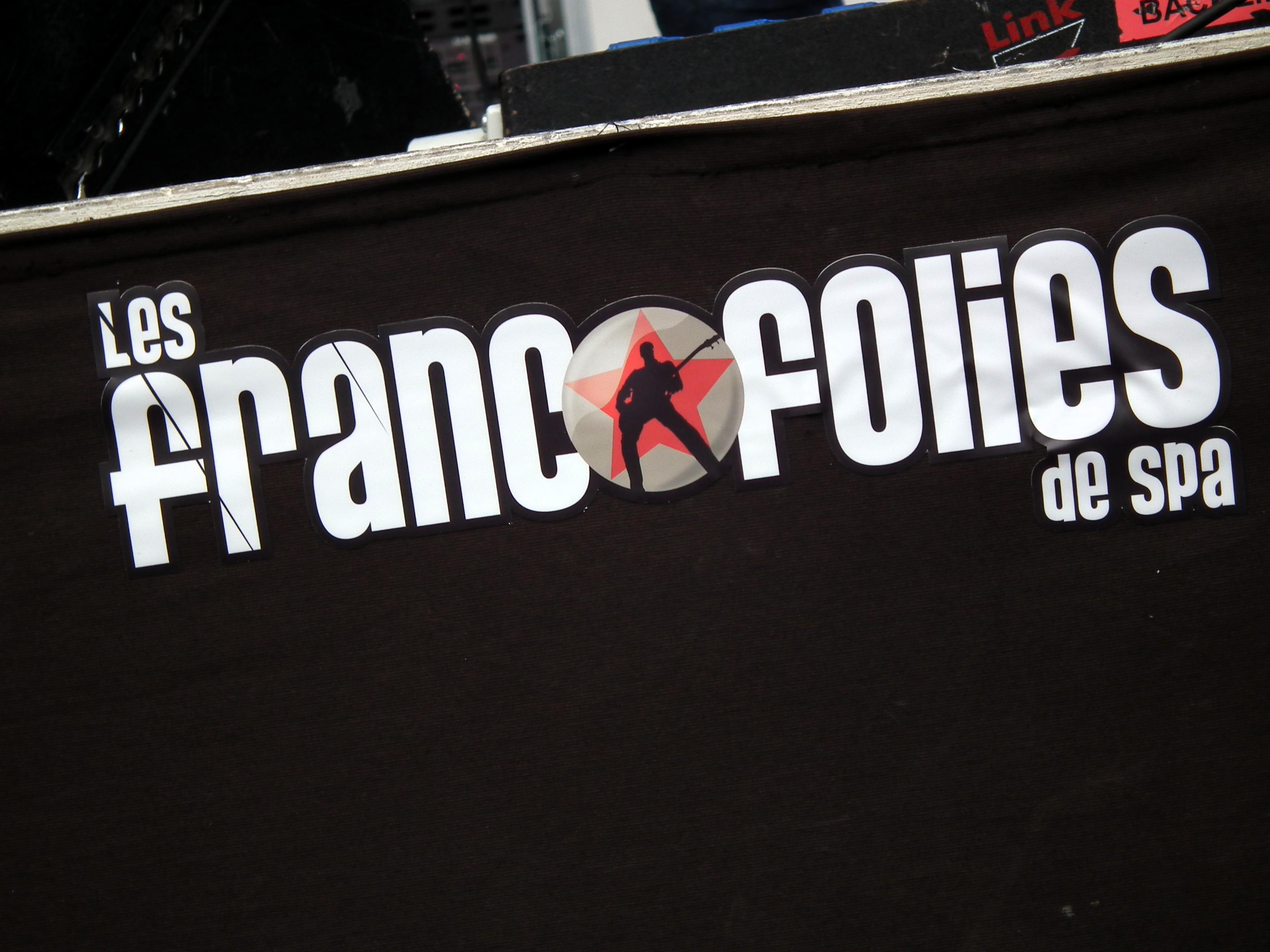
Logo

De Francofolies de Spa is een muziekfestival in de Belgische stad Spa. Het festival heeft vooral aandacht voor de Franstalige muziek en wordt jaarlijks gehouden tijdens de zomer. Het duurt vijf dagen. Het festival wordt georganiseerd sinds 1994, als opvolger van het Festival International de la Chanson Française in Spa. De naam is geïnspireerd op de Francofolies van La Rochelle. De Francofolies groeiden in de loop der jaren uit en lokt nu jaarlijks bijna 200.000 bezoekers en is een van de grootste muziekfestivals in België.